# Prospection géobotanique
La prospection géobotanique désigne la prospection qui s'appuie sur des plantes bio-indicatrices comme les métallophytes et l'analyse de la végétation dans le but de renseigner sur la présence de potentiels gisements. 
La mine Viscaria, en Suède, est nommée d'après la plante Silene suecica (syn. Viscaria alpina), dont la présence permit la découverte du gisement. 

## Bio-indicateurs notables
Une des plantes indicatrices les plus fiables à cet effet reste Ocimum centraliafricanum, surnommée la « plante de cuivre » ou « fleur de cuivre » et anciennement connue sous le taxon Becium homblei, elle se trouve uniquement sur des sols contenant du cuivre (et du nickel), en Afrique centrale et australe. 
En 2015, Stephen E. Haggerty identifie l'arbuste persistant Pandanus candelabrum comme un indicateur possible des diatrèmes de kimberlite, un filon diamantifère. 